# Teoría de campo de gauge

Cromodinámica cuántica como teoría gauge, basada en el grupo SU(3). Cada tipo de quark (u o d en la imagen) posee tres «copias» de distinto «color». Los gluones actúan como bosón intermediario entre partículas con color (como un fotón entre partículas con carga eléctrica).

En física, una teoría de campo gauge (o teoría de gauge, teoría de recalibración o teoría de calibres) es un tipo de teoría cuántica de campos que se basa en el hecho de que, la interacción entre fermiones, puede ser vista como el resultado de introducir ciertas transformaciones "locales" pertenecientes al grupo de simetría interna en el que se base la teoría gauge. Así, los campos de gauge aparecen como efectos físicos de la descompensación de recalibración en diferentes puntos del espacio. El hecho de que la conexión de gauge varíe localmente de un punto a otro del espacio, es percibida como la presencia de un campo físico.
Las teorías de gauge se discuten generalmente en el lenguaje matemático de la geometría diferencial, e involucran el uso de transformaciones de gauge (ver simetría de gauge). Una transformación de gauge es una transformación de algún grado de libertad interno, que no modifica ninguna propiedad observable física. 
Usualmente, un  campo gauge se modeliza como un campo de Yang-Mills, asociado a las transformaciones de gauge que forman un grupo de gauge compacto (ver Grupo de gauge). La teoría resultante proporciona un conjunto de ecuaciones que describe la interacción física entre diferentes campos fermiónicos sensibles a la interacción con el campo de Yang-Mills. Por ejemplo, el campo electromagnético es un campo de gauge (ver fibrado vectorial, campo vectorial, y fibrado principal), que describe el modo de interactuar de fermiones dotados con carga eléctrica, y en el que el campo de gauge asociado son transformaciones gauge que involucran un cambio de fase, que colectivamente pueden ser representadas por el grupo de gauge U(1).

## Introducción
En física, las teorías más extensamente aceptadas del modelo estándar son teorías de campo de gauge. Esto significa que los campos en el modelo estándar exhiben alguna simetría interna abstracta conocida como invariancia de gauge (ver simetría de gauge). 
Las teorías gauge provienen de la aproximación geométrica a la teoría de la relatividad general realizada por Weyl, y posteriormente ampliada por este mismo en un intento de unificar la relatividad general con el electromagnetismo, y finalmente con la recientemente surgida, en aquel entonces, mecánica cuántica. Para esto último Weyl tuvo que emplear lo que en un principio se denominó Eichinvarianz (en alemán) o gauge invariance (en inglés),utilizando dicho principio las ecuaciones 5 y 9 de Fock (que extendía la conocida libertad de elegir los potenciales electromagnéticos en la electrodinámica clásica, hasta la mecánica cuántica de partículas cargadas que interactúan con campos electromagnéticos) resultando en que la invariancia de una teoría bajo transformaciones combinadas como (1,a,b,c) comenzara a conocerse como invariancia de gauge o simetría de gauge, siendo una piedra angular en la creación de teorías modernas de gauge(ver teorías de campo cuántico, y campo de Yang-Mills, para ver ejemplos). 
La proliferación de las teorías de gauge modernas y la aplicación de la invarianza de gauge actual al estudio de la física teórica o fundamental, se debe al trabajo publicado en 1954 por Chen-Ning Yang y Robert L. Millspese a que el primer trabajo en realizar dicha aplicación se atribuye o encuentra en una publicación anterior, de Klein (1938), referido en la bibliografía como "profético", pese a recibir tan poca atención, incluso por parte de su propio autory la mayor parte de los autores presentes en la presentación de la teoría de Klein (1938) que estaban tomando los trabajos presentados en aquel acto con cierto aire de incredulidad.
La invariancia gauge significa que, el lagrangiano que describe el campo, es invariante bajo la acción de un grupo de Lie que se aplica sobre las componentes de los campos. Cuando se aplica la misma transformación a todos los puntos del espacio, se dice que la teoría tiene invariancia gauge global. Las teorías de gauge usan lagrangianos, tales que, en cada punto del espacio es posible aplicar transformaciones o "rotaciones" ligeramente diferentes y aun así, el lagrangiano se mantendría invariante. En ese caso se dice que el lagrangiano presenta también invariancia de gauge local, es decir, un lagrangiano con simetría gauge local permite escoger ciertos grados de libertad internos de una manera en una región del espacio, y de otra en otra región del espacio suficientemente alejada, sin afectar no obstante a la primera región. La posibilidad de que un lagrangiano admita esta transformación más general puede ser visto como una versión generalizada del principio de equivalencia de la teoría de la relatividad general.
Desde el punto de vista físico, los campos de gauge se manifiestan físicamente en forma de partículas bosónicas sin masa (bosones gauge), por lo que se dice que todos los campos de gauge son mediados por el grupo de bosones de gauge sin masa de la teoría.

### Formulación matemática
Para formular una teoría de campo gauge es necesario que la dinámica de los campos fermiónicos de la teoría venga descrita por un lagrangiano que tenga alguna simetría interna "local" dada por un grupo de Lie, llamado grupo de transformaciones de gauge. Así pues, al "rotar" algo en cierta región, no se determina cómo los objetos rotan en otras regiones (se usa el término "rotar" porque los grupos de gauge más frecuentes son SU(2) y SU(3) que son generalizaciones del grupo de rotaciones ordinarias). Físicamente una transformación de gauge es una transformación de algún grado de libertad que no modifica ninguna propiedad física observable. Las dos características formales que hacen de un campo un campo gauge son:
1. Los campos de gauge aparecen en el lagrangiano que rige la dinámica del campo en forma de conexión, por tanto, matemáticamente están asociadas a 1-formas que toman valores sobre una cierta álgebra de Lie.
2. El campo de gauge puede ser visto como el resultado de aplicar a diferentes puntos del espacio diferentes transformaciones dentro del grupo de simetría asociado a los campos fermiónicos de la teoría.

### Mecanismo de Higgs
Aunque en el modelo estándar todas las interacciones o fuerzas básicas exhiben algún tipo de simetría de gauge, esta simetría no es siempre obvia en los estados observados. A veces, especialmente cuando la temperatura disminuye, la simetría se rompe espontáneamente, es decir, ocurre el fenómeno conocido como ruptura espontánea de la simetría. Un ejemplo básico de la simetría rota que se da a menudo es una de estado sólido imán. Se compone de muchos átomos, cada uno de los cuales tiene un momento magnético dipolar. Sin embargo, las leyes del magnetismo son rotacionalmente simétricas, y es así que a altas temperaturas, los átomos estarían alineados aleatoriamente, y la simetría rotatoria será restaurada. Semejantemente, con las condiciones apropiadas, se puede enfriar agua por debajo la temperatura de solidificación: cuando un cristal de hielo se tira en el líquido, la simetría se rompe (se produce una ruptura de la simetría interna) y el agua solidifica inmediatamente.
Para dar cuenta de estos hechos de ruptura de la simetría, se ha propuesto el mecanismo de Higgs. Si en el lagrangiano de la interacción o "campo de fuerzas" concreto que está siendo estudiado, se introducen cierto tipo de campos escalares que interactúan consigo mismo, en el límite de bajas energías los bosones gauge se comportan como si estuvieran dotados de masa; este efecto es precisamente el mecanismo de Higgs. En otras palabras el mecanismo de Higgs puede ser interpretado pensando que la interacción entre el campo escalar introducido o campo de Higgs y los bosones gauge, hace que estos "adquieran" masa, es decir, presenten interacciones como las que presentarían genuinas partículas con masa.

## Formulación matemática
En una teoría de campo de gauge, una transformación de gauge es una aplicación diferenciable:

(*){\displaystyle T_{g}:{\mathcal {M}}\to {\mathcal {G}}_{sym}}

Donde:
{\displaystyle {\mathcal {M}}}, es espacio-tiempo, o variedad diferenciable, donde aparece el campo.
{\displaystyle {\mathcal {G}}_{sym}}, es un grupo de Lie o grupo de simetría del campo, es decir, es un grupo de transformaciones que dejan invariable el lagrangiano que define la dinámica del campo. Este grupo se suele llamar  grupo de transformaciones de gauge del campo.
Matemáticamente podemos tratar convenientemente una teoría de gauge como una conexión definida sobre un fibrado principal definido sobre el espacio-tiempo {\displaystyle \scriptstyle {\mathcal {M}}}, más precisamente el fibrado puede definirse como el espacio topológico cociente de cartas locales:

{\displaystyle F=(\cup _{i}U_{i}\times \mathbb {R} ^{k})/{\mathcal {R}},\qquad (x,v){\mathcal {R}}(x,\rho _{ij}(v)),\ }

Donde:
{\displaystyle (x,v)\in U_{i}\times \mathbb {R} ^{k}} es una carta local
{\displaystyle (x,\rho _{ij}(v))\in U_{j}\times \mathbb {R} ^{k}} es otra carta local
{\displaystyle \mathbb {R} ^{k}} es el espacio vectorial que hace de fibra, para las teorías gauge más comunes k = 2 o 3 (y en algunas teorías de gran unificación k puede llegar a ser 9 o 10).
{\displaystyle \rho _{ij}:U_{i}\cap U_{j}\to GL(\mathbb {R} ^{k})} son aplicaciones que para cada solapación entre cartas locales, dan el cambio de coordenadas sobre las fibras.
En la construcción anterior de fibrado principal el espacio base será el espacio-tiempo, correspondiéndose con {\displaystyle {\mathcal {M}}}, y la "fibra" será el espacio vectorial {\displaystyle \scriptstyle \mathbb {R} ^{k}}. El grupo de gauge de la teoría es un grupo de Lie {\displaystyle {\mathcal {G}}_{sym}\subset GL(\mathbb {R} ^{k})}. Hecha esta construcción una transformación de gauge es, precisamente, una sección diferenciable del anterior fibrado principal. Es decir una aplicación como (*) que a cada punto del espacio le asigna un elemento del grupo de Lie que representa la simetría gauge. Una transformación de gauge global sería una aplicación como esa en la que, a todos los puntos del espacio-tiempo, le fue asignado la misma transformación, mientras que un lagrangiano con invariancia gauge local es tal que, si en cada punto del espacio se elige una transformación diferente, y por tanto (*) es lo más general posible, entonces el lagrangiano no cambia.
Físicamente una transformación de gauge es una transformación de algún grado de libertad interno que no modifica ninguna propiedad física observable. El número de grados de libertad internos es el mismo k que aparece en la definición anterior.

### Conexiones
Técnicamente el campo de gauge asociado a una teoría gauge, aparece en el modelo matemático como una conexión sobre el fibrado principal anteriormente definido. Concretamente a partir las componentes de la 1-forma {\displaystyle \mathbf {A} } que toma valores en el álgebra de Lie asociada al grupo de gauge, pueden calcularse el conjunto de componentes físicos que caracterizan el campo de gauge. Propiamente el campo de gauge es un campo de Yang-Mills obtenido a partir de la 2-forma {\displaystyle \mathbf {F} } dada por:

{\displaystyle \mathbf {F} =d\mathbf {A} +{\frac {1}{2}}\mathbf {A} \land \mathbf {A} }

Donde d es la derivada exterior y {\displaystyle \land } es producto exterior (o producto cuña).

### Transformaciones infinitesimales
Una transformación de gauge infinitesimal es similar a una transformación de gauge ordinaria, pero en la definición se sustituye el grupo de gauge por su álgebra de Lie asociada:

{\displaystyle T_{\varepsilon }:{\mathcal {M}}\to {\mathfrak {g}}_{sym}}

Donde:
{\displaystyle {\mathcal {M}}}, es espacio-tiempo, o variedad diferenciable, donde aparece el campo.
{\displaystyle {\mathfrak {g}}_{sym}}, es el álgebra de Lie correspondiente al grupo de gauge {\displaystyle {\mathcal {G}}_{sym}}. Esta definición puede extenderse a cualquier elemento sobre un fibrado tangente al espacio-tiempo, de tal modo que están definidas las transformaciones de gauge infinitesimales de cualquier tipo de campo espinorial o tensorial.
Las transformaciones de gauge infinitesimales definen el número de campos bosónicos de la teoría y la forma en que estos interactúan. El conjunto de todas las transformaciones de gauge infinitesimales forman un álgebra de Lie, que se caracteriza, en este caso, por un escalar diferenciable a valores en un álgebra de Lie, ε. Bajo tal transformación de gauge infinitesimal:

{\displaystyle \mathbf {A} \mapsto \mathbf {A} +\delta _{\varepsilon }\mathbf {A} \qquad {\mbox{con}}\ \delta _{\varepsilon }\mathbf {A} :=[\varepsilon ,\mathbf {A} ]-d\varepsilon }

Donde [·,·] es el corchete de Lie. Estas transformaciones infinitesimales tienen varias propiedades interesantes:
- Las transformaciones de gauge infinitesimales conmutan con la derivada covariante definida por la conexión: {\displaystyle \scriptstyle \delta _{\varepsilon }X=\varepsilon X\ \rightarrow \quad \delta _{\varepsilon }(\mathbf {D} _{\alpha }X)=\varepsilon \mathbf {D} _{\alpha }X}, donde {\displaystyle \scriptstyle \mathbf {D} _{\alpha }=\partial _{\alpha }+\mathbf {A} _{\alpha }} es la derivada covariante.
- También, {\displaystyle \scriptstyle \delta _{\varepsilon }\mathbf {F} =\varepsilon \mathbf {F} }, que significa que {\displaystyle \scriptstyle \mathbf {F} } se transforma covariantemente.
- No todas las transformaciones de gauge pueden ser generadas por transformaciones infinitesimales de gauge en general; por ejemplo, cuando la variedad de base es una variedad compacta sin borde, tal que la clase de homotopía de funciones de esa variedad al grupo de Lie es no trivial. Un ejemplo de ello son los instantones.

### Lagrangiano de una teoría gauge
La integral de acción calculada a partir del lagrangiano del campo de Yang-Mills está dada por: 

{\displaystyle S_{YM}=\int _{\mathcal {M}}{\mathcal {L}}_{YM}(\mathbf {F} (\mathbf {x} ),\mathbf {x} )\left({\sqrt {|g|}}dx^{1}\land ...\land dx^{n}\right)={\frac {1}{4g^{2}}}\int _{\mathcal {M}}Tr[*\mathbf {F} (\mathbf {x} )\wedge \mathbf {F} (\mathbf {x} )]\ d^{4}\mathbf {x} }

Donde {\displaystyle *\,} designa el operador dual de Hodge, y la integral se define como la integral de una n-forma proporcional al elemento de volumen de la variedad de Riemann que define el espacio-tiempo; y donde el campo de gauge {\displaystyle \mathbf {F} (\mathbf {x} )} viene dado en términos del cuadripotencial del campo:

{\displaystyle \mathbf {F} (\mathbf {x} )={\text{d}}\mathbf {A} (\mathbf {x} )+{\frac {1}{2}}\mathbf {A} (\mathbf {x} )\land \mathbf {A} (\mathbf {x} )}

explícitamente en componentes {\displaystyle \mathbf {F} ^{a}(\mathbf {x} )=F_{\mu \nu }^{a}\ {\text{d}}x^{\mu }\land {\text{d}}x^{\nu }}:

{\displaystyle F_{\mu \nu }^{a}=\partial _{\mu }A_{\nu }^{a}-\partial _{\nu }A_{\mu }^{a}+g\sum _{b,c}f^{abc}A_{\mu }^{b}A_{\nu }^{c}}

### Carga de gauge
Para una teoría de gauge que tome la forma de campo de Yang-Mills con grupo de gauge SU(N), existen {\displaystyle N^{2}-1} cargas de gauge diferentes que interaccionan con las {\displaystyle 6(N^{2}-1)} componentes del campo de gauge. En el caso electromagnético el grupo de gauge, es U(1) y eso implica que, únicamente, existe una carga de gauge que es, precisamente, la carga eléctrica. En el caso de la interacción electrodébil existen tres cargas de gauge, que están relacionadas con la carga eléctrica y la hipercarga débil.

### Bucle de Wilson
Una cantidad que es invariante bajo transformaciones de gauge es el bucle de Wilson, que se define sobre cualquier trayectoria cerrada, γ en la forma como sigue:
{\displaystyle \chi ^{(\rho )}({\mathcal {P}}\{e^{\int _{\gamma }A}\})}
donde ρ es un carácter de una representación compleja; y 
{\displaystyle {\mathcal {P}}} representa al operador de trayectoria ordenada. En las teorías de las interacciones electrodébil y fuerte del modelo estándar de la física de partículas, los lagrangianos de bosones, que medían interacciones entre los fermiones, serán invariantes bajo transformaciones de gauge. Esta es la razón por la cual estos bosones se llaman bosones de gauge.

### Formas de Chern-Simons
Ver Chern-Simons.

## Ecuaciones semiclásicas
Si bien los campos de gauge fueron formulados en el contexto de la teoría cuántica de campos, resulta útil estudiar algunos fenómenos, considerando sus correspondientes ecuaciones de evolución al estilo de la teoría clásica de campos que se corresponden con el límite clásico de las teorías de gauge cuánticas. En el caso del campo electomagnético, de hecho, las ecuaciones clásicas son extremadamente importantes porque reproducen los resultados de la electrodinámica clásica y el electromagnetismo, que tienen numerosísimas aplicaciones prácticas.

### Ecuaciones de movimiento
Las ecuaciones de movimiento de una partícula semiclásica puntual que interactúa con un cierto campo de Yang-Mills, vienen dadas por las ecuaciones de Wong:

{\displaystyle m{\frac {dx^{\mu }}{d\tau }}=p^{\mu },\qquad {\frac {dp^{\mu }}{d\tau }}=m{\frac {du^{\mu }}{d\tau }}=gQ^{a}F_{a}^{\mu \nu }u_{\nu }}

donde {\displaystyle x^{\mu }} son las componentes espacio-temporales, {\displaystyle p^{\mu }} las componentes del cuadrimomento, {\displaystyle u^{\mu }} las componentes de la cuadrivelocidad, {\displaystyle g} la constante de acoplamiento, {\displaystyle Q^{a}} las componentes de la carga de gauge ({\displaystyle a\in \{1,\dots ,N^{2}-1\}} para el grupo de gauge {\displaystyle {\text{SU}}(N)}) y {\displaystyle F_{a}^{\mu \nu }} las componentes del campo de gauge:

{\displaystyle F_{\mu \nu }^{a}={\frac {\partial A_{\nu }}{\partial x^{\mu }}}-{\frac {\partial A_{\mu }}{\partial x^{\nu }}}+gf_{abc}A_{\mu }^{b}A_{\nu }^{c}}

La propia carga de gauge evoluciona según la ecuación:

{\displaystyle {\frac {dQ^{a}}{d\tau }}=-gf^{abc}A_{b}^{\mu }u_{\mu }Q_{c}}

Para el campo electromagnético el grupo de gauge es el grupo unitario {\displaystyle {\text{U}}(1)} y, por tanto, {\displaystyle a=1}. La segunda ecuación de movimiento se reduce a la ecuación para la fuerza de Lorentz:

{\displaystyle F^{\mu }=m{\frac {du^{\mu }}{d\tau }}=qF^{\mu \nu }u_{\nu }\quad \Rightarrow \mathbf {F} =q(\mathbf {v} \times \mathbf {B} +\mathbf {E} )}

Y la ecuación de la evolución de la carga, al ser las constantes de estructura nulas {\displaystyle f^{abc}=0} expresa la conservación de la carga eléctrica:

{\displaystyle {\frac {dq}{d\tau }}=0}

### Energía impulso
El tensor energía-impulso del campo de gauge {\displaystyle F_{a}^{\mu \nu }} viene dado por:

{\displaystyle T^{\mu \nu }={\frac {g^{\mu \nu }}{4}}F_{a}^{\rho \sigma }F_{\rho \sigma }^{a}+{F_{\mu \rho }^{a}F_{\rho }^{\nu }}_{a}}

En este caso la conservación de la energía admite una formulación en términos del tensor energía-impulso, que es una restricción semiclásica sobre cómo se distribuye el campo a lo largo del espacio-tiempo:

{\displaystyle {\frac {\partial T^{\mu \nu }}{\partial x^{\nu }}}=0}

## Ejemplos
- Electrodinámica cuántica.
- Modelo electrodébil.
- Modelo estándar.